# ワンコインバス・うみねこ号

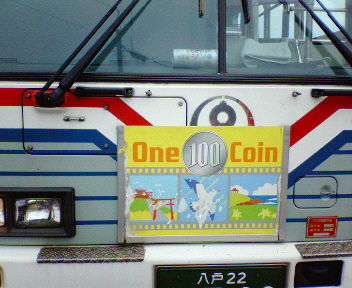
ワンコインバス・うみねこ号であることを示すサインボード

ワンコインバス・うみねこ号（ワンコインバス・うみねこごう）は青森県八戸市の鮫と種差を結ぶコミュニティバス。正式路線名は「種差海岸遊覧バス」で八戸市営バスが運行する。

## 運行期間
- 4月下旬 - 10月下旬。

2011年度は、4月23日(土) - 10月31日(月)の毎日運転。
- 11月 - 3月下旬（冬季）

2013年度からは運行経路上の蕪島と種差海岸が三陸復興国立公園の一部に指定されたことを受け、冬季も土・日・祝日に限り運行を行う。

## 運行経路と近隣名所
2015年4月1日現在
- 鮫（鮫駅近隣）
  - 八戸線 鮫駅
- 遊覧船乗り場前
  - 観光遊覧船はやぶさⅡ
- 蕪島海浜公園
  - 蕪島海水浴場
  - 蕪島神社
- 水産科学館前
  - 水産科学館マリエント
- 恵比須浜
- 小舟渡
  - 小舟渡(飲食店)
- シーガルビューホテル
  - シーガルビューホテル
  - 物見岩
  - 鮫角灯台
- 小舟渡
- 葦毛崎展望台前
  - 葦毛崎展望台
  - 遊歩道出発点
- 中須賀
  - 植物観賞点
- 大須賀海岸
  - 大須賀海岸
- 白浜海水浴場前
  - 白浜海水浴場
- 妻ノ神
- 白浜（陸奥白浜駅近隣）
  - 八戸線 陸奥白浜駅
- 館越
- 深久保
- 種差小学校前
- 淀ノ松原
- 種差海岸インフォメーションセンター
  - 種差海岸インフォメーションセンター
  - 国定名勝地(芝生海岸)
- 南浜市民サービスセンター（旧種差海岸通り）
- 種差海岸駅
  - 八戸線 種差海岸駅

過去の運行
2011年4月23日現在
- 鮫（鮫駅近隣） - 遊覧船乗り場前 - 蕪島海浜公園 - 水産科学館前 - 恵比須浜 - 小舟渡 - シーガルビューホテル - 小舟渡 - 葦毛崎展望台前 - タイヘイ牧場前 - 大須賀海岸 - 白浜海水浴場前 - 妻ノ神 - 白浜（陸奥白浜駅近隣） - 館越 - 深久保 - 種差小学校前 - 淀ノ松原 - 種差海岸通り - 種差海岸駅

## 運行予定時間
詳細な時刻については#外部リンクを参照。
- 全線所要時間は、標準28分（平成27年度）
  - 鮫発の全ての便がJR東北新幹線「はやぶさ号」と接続しているJR八戸線の列車と連絡ダイヤが組まれている。

## 沿革

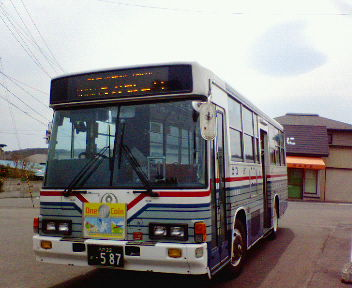
ワンコインバス・うみねこ号運用の一例（種差海岸駅前にて）

- 2003年7月1日 - 運行開始（10月まで）。
- 2004年4月29日 - 平成16年度の運行開始（10月17日まで）。
- 2005年4月29日 - 平成17年度の運行開始（10月31日まで）。
- 2006年4月29日 - 平成18年度の運行開始（10月31日まで）。
- 2007年4月29日 - 平成19年度の運行開始（10月31日まで）。
- 2008年4月29日 - 平成20年度の運行開始（10月31日まで）。
- 2009年4月29日 - 平成21年度の運行開始（10月31日まで）。
- 2010年4月29日 - 平成22年度の運行開始（10月31日まで）。同時に、プレイピア白浜前バス停を「大須賀海岸」に改称、これまで通過していた「恵比須浜」・「小舟渡」の2バス停を新たに停車。
- 2011年4月23日 - 平成23年度の運行開始（10月31日まで）。今年は青森デスティネーションキャンペーンの開幕に合わせ、例年より1週間早めての運行開始となる[1]。

## その他
- 運賃後払い制の後乗り前降り。
- 運賃は均一100円、小児は50円。定期券・八戸市営バス一日乗車券（曜日限定）・八戸市福祉乗車証（はつらつ共通バス券・ほほえみ共通バス券）・八戸えんじょいカードの利用も可能。但し、回数券・まちなか共通駐車券「おんでカード」は使用できない。
- 運行経路上に並行する他の路線バス（種差線など）では通常運賃となる。
- 毎年5月に開催される「八戸うみねこマラソン全国大会」開催時は交通規制により全便運休する（2011年度を除く[2]）。
- 停留所によりポールが片側にしかない場合があるが、自分が乗るバスの車線がわの道路脇で待つように掲示されている。
- 車内放送で各停留所近辺の観光案内や便利情報を放送。
- バス車内などで公共交通アテンダント“はちこ”による観光客や旅”をご案内。2019年3月末で終了。[3]